# Stuart Wells
Stuart Wells (Wallsend, 18 settembre 1982) è un attore britannico famoso per aver interpretato il ruolo di Michael Caffrey nel film Billy Elliot.

## Biografia

### Carriera
Nel 2000, all'età di 18 anni, Wells venne notato da un talent scout a Whitley Bay. In quello stesso anno venne scritturato per interpretare il ruolo di Michael Caffrey nel film Billy Elliot. L'anno seguente, Wells abbandonò la carriera di attore per entrare nel Royal Regiment of Fusiliers, 1º Battaglione dell'Esercito britannico. Wells ha lasciato l'esercito nel 2008 con il grado di caporale dopo aver servito in tre missioni operative, di cui due in Iraq.

### Vita privata
Wells è fidanzato con Christine, dalla quale ha avuto una figlia, Hannah-May. Essi vivono a Newcastle upon Tyne. Il fratello di Wells, John, è anch'egli membro del British Army.

## Filmografia
- Billy Elliot, regia di Stephen Daldry (2000)
- Baited Breath, regia di Jon Wilson - film TV (2001)
- Peak Practice – serie TV, 7 episodi (2001-2002)
- The Reckoning - Percorsi criminali (The Reckoning), regia di Paul McGuigan (2002)